# ラシュトラパティ賞
ラシュトラパティ賞（Rashtrapati Award）は、インドの賞の一つであり、特筆される実績（スポーツ、芸術、軍事、文学、映画、文化、科学技術、スカウト運動）を残した人物に贈られる。授与者はインド大統領であり、授与式は大統領官邸のラシュトラパティ・バワンで行われる。かつてはインドのあらゆる分野を網羅する賞だったが、褒賞制度の細分化が進んだため、現在では主にスカウト運動を対象とした褒賞になっている。
映画分野ではラシュトラパティ賞は主演男優・女優賞として授与されていたが、1968年以降は国家映画賞がラシュトラパティ賞に代わる権威を有するようになった。この他にもラジーヴ・ガンディー・ケール・ラトナ賞（スポーツ）、ナショナル・ブレイブリー・アワード（児童）、シャンティ・スワロープ・バットナガー科学技術賞（科学技術）、ジュナンピス賞（文学）などがラシュトラパティ賞に代わる褒賞として制定された。